# P611級潜水艦 (イギリス海軍)
P611級潜水艦（P611きゅうせんすいかん、P611-class submarine）、またはオルチ・レイス級潜水艦（Oruç Reis-class submarine）は、トルコ海軍向けに4隻が建造された小型潜水艦。1939年にイギリスのヴィッカース・アームストロングへ発注されたが、起工直後に第二次世界大戦が勃発したためイギリス海軍に接収されて完成した。イギリス海軍では固有の艦名は付与されず、Pで始まる潜水艦ナンバーのみだった。

## 設計
全体的な設計は、イギリス海軍のS級潜水艦を小型化したものとなっている。サドルタンク方式の艦体を採用しているのは同じだが、燃料タンクを耐圧殻内に設けているため航続距離が短かった。
艦首魚雷発射管の門数もS級の6門から4門に削減されており、艦尾に設けた外装式魚雷発射管1門と合わせて5門となった。搭載魚雷数は9本となっている。
備砲は、資料によって4インチ（10.2cm）単装砲とするものもあるが、実際は3インチ（7.6cm）単装砲だったようである。

## 戦歴
本級のうち、ナチス・ドイツの影響力に対抗するため「P611」（元：オルチ・レイス）と「P612」（元：ムラト・レイス）は1942年にトルコへ返還された。
イギリス海軍に留まった2隻のうち、「P615」（元：ウルチ・アリ・レイス）は1943年に戦没し、残存した「P614」（元：ブラク・レイス）は1946年にトルコへ返還された。
返還された3隻はトルコ海軍で1957年まで運用されている。

## 艦名一覧
全艦がバロー＝イン＝ファーネスのヴィッカース・アームストロングで建造された。
| トルコ海軍名         | 由来                 | イギリス海軍名 | 起工           | 進水           | 就役                                                      | 最期                                                                        |
| -------------------- | -------------------- | -------------- | -------------- | -------------- | --------------------------------------------------------- | --------------------------------------------------------------------------- |
| オルチ・レイス       | オルチ・レイス       | P611           | 1939年5月24日  | 1940年7月19日  | 1941年12月1日（イギリス海軍） 1942年5月9日（トルコ海軍）  | 1942年トルコに返還 1957年解体                                               |
| ムラト・レイス       | ムラト・レイス       | P612           | 1939年5月24日  | 1940年7月20日  | 1942年1月7日（イギリス海軍） 1942年5月16日（トルコ海軍）  | 1942年トルコに返還 1957年解体                                               |
| ブラク・レイス       | ブラク・レイス       | P614           | 1939年5月24日  | 1940年10月19日 | 1942年3月10日（イギリス海軍） 1946年1月17日（トルコ海軍） | 1946年トルコに返還 1957年解体                                               |
| ウルチ・アリ・レイス | ウルチ・アリ・レイス | P615           | 1939年10月30日 | 1940年11月1日  | 1942年4月3日                                              | 1943年4月18日、シエラレオネ沖の大西洋上でUボート「U-123」の雷撃により戦没。 |

## 登場作品

### 映画
『潜水艦シー・タイガー』（監督：アンソニー・アスキス、出演：ジョン・ミルズ、エリック・ポートマン、1943年）
- 「P614」と戦没前の「P615」が、主人公の潜水艦「シー・タイガー」（HMS Sea Tiger）役として撮影に用いられている。